# Caress of Steel
Caress of Steel ist das dritte Album der Band Rush, es erschien 1975. Das Album enthält Rushs erste Ausführung einer langen Rocksuite, „The Fountain of Lamneth“. In dem Album wird die starke Verbundenheit mit den Standards des Progressive Rock demonstriert, lange und in Abschnitte aufgeteilte Stücke und Solopassagen mit Tempo und Agilität sind jeweils vertreten.
„The Necromancer“ ist eine Geschichte, die in drei Teilen die Sage vom Helden Prinz By-Tor erzählt, der auszog um das titelgebende Monster zu töten. Der erste Teil, der die Reise ins Reich des Ungeheuers beschreibt, ist rhythmisch aufgebaut und wirkt mit den langgehaltenen Gitarreneinsätzen mystisch und düster. Der zweite Teil ist mit stark verzerrter Gitarre, dröhnendem Bass und intensivem Schlagzeugspiel brutal und drohend. Bei Minute sieben wird nach einer Pause der Rhythmus schneller, aggressiver und kämpferischer. Nachdem das Monster schließlich „musikalisch“ besiegt ist, ertönt die leise aus dem Hintergrund tretende Melodie der Gitarre, die in einen triumphierenden Schlagzeugrhythmus mündet. Der Fluch des Necromancers ist gebrochen und der Held kehrt ruhmreich nach Hause, während ein sich steigerndes Solo erklingt, das bis zum Ende des Liedes durchklingt.
Eingeleitet werden die drei Teile von einer tiefen, verzerrten Erzählerstimme, die die nicht sichtbaren Umstände schildert und die Geschichte vorantreibt.
Der Titel „Bastille Day“ wird in den folgenden Tourneen lange im Programm erhalten bleiben. Das Album zeigt des Weiteren in Songs wie „I Think I’m Going Bald“, wie Rush von Led Zeppelin beeinflusst wurde, was allerdings offensichtlicher in ihrem ersten Album deutlich wurde.

## Titelliste
1. Bastille Day – 4:37
2. I Think I’m Going Bald – 3:38
3. Lakeside Park – 4:07
4. The Necromancer – 12:29
  - I: Into the Darkness – 4:12
  - II: Under the Shadow – 4:25
  - III: Return of the Prince – 3:51
5. The Fountain of Lamneth – 19:58
  - I: In the Valley – 4:13
  - II: Didacts and Narpets – 1:02
  - III: No One at the Bridge – 4:18
  - IV: Panacea – 3:14
  - V: Baccus Plateau – 3:14
  - VI: The Fountain – 3:50